# Wopmayita
La wopmayita és un mineral de la classe dels fosfats que forma part del grup de la merrillita. Rep el nom del canadenc Wilfrid Reid "Wop" May (1896-1952), un aviador pioner que va obrir el nord canadenc a la mineria i a l'exploració de minerals.

## Característiques
La wopmayita és un fosfat de fórmula química Ca₆Na₃□Mn(PO₄)₃(PO₃OH)₄. Va ser aprovada com a espècie vàlida per l'Associació Mineralògica Internacional l'any 2011 i publicada dos anys més tard. Cristal·litza en el sistema trigonal. És un mineral estructuralment relacionat amb la whitlockita.

## Formació i jaciments
Va ser descoberta a la mina Tanco, una mina de tàntal, liti i cesi a la pegmatita Tanco, una de les pegmatites complexes més antigues conegudes, amb 2.670 milions d'anys. Es troba al llac Bernic, dins l'àrea de Lac-du-Bonnet, a Manitoba (Canadà), on sol trobar-se associada a altres minerals com la whitlockita, la rodocrosita, el quars i l'apatita. Es tracta de l'únic indret on ha estat descrita aquesta espècie mineral.